# Radama II.
Radama II. (Antananarivo, 23. rujna 1829. – Antananarivo, 12. svibnja 1863.), kralj Madagaskara koji je vladao svega dvije godine od 16. kolovoza 1861. do svoje (vjerojatne) smrti 12. svibnja 1863. godine.
Radamina vladavina, premda vrlo kratka, bila je prijelomna u povijesti Kraljevine Madagaskar. Naslijedio je na prijestolju svoju majku Ranavalonu I., koja je za svoje dugotrajne vladavine od 33 godine uspjela sačuvati kulturnu i političku neovisnost Madagaskara od francuskih i britanskih utjecaja. Često je to postizala vrlo brutalnim sredstvima, provodivši nepopustljivu izolacionističku politiku. Radama II. napravio je veliki zaokret u odnosu na politiku vlastite majke. Odbacio je politiku izolacionizma i zabrane širenja kršćanstva, ponovno je otvorio Madagaskar europskim trgovcima i njihovom utjecaju te obnovio slobodu vjeroispovijesti. Odrastao je pod velikim utjecajem francuskih krugova iz Antananariva (osobito majčinog savjetnika Josepha-Françoisa Lamberta) i bio im sklon. Tako je još kao prijestolonasljednik na njihov nagovor potajice potpisao ugovor 1855. s Josephom-François Lambertom (tzv. Povelju Lambert), kojim je njemu i njegovoj kompaniji (Compagnie de Madagascar) dao isključiva prava na eksploataciju ruda i drugih malgaških resursa u zamjenu za 10% od prihoda. Ta povelja, koju je kasnije odbacio tadašnji predsjednik vlade Rainilaiarivoni, bila je casus belli za francusku agresiju na Madagaskar i pretvaranje otoka u koloniju 1896. godine.

## Biografija

### Djetinstvo i odgoj
Radama II. rođen je kao princ Rakoto (Rakotosehenondradama) u kraljevskoj rezidenciji Rovi u Antananarivu.Službeno je bio priznat kao zakoniti sin kralja Radame I., iako je ostala sumnja u to, jer je Radama I. umro više od devet mjeseci prije rođenja princa. Tako se sumnjalo da je on sin ljubavnika njegove majke, Andriamihaja, progresivnog mladog časnika na merinskom dvoru kojeg su optuživali za brojne pogibije i eliminacije konzervativnih ministara na dvoru. Još prije smrti ostarjele Ranavalone I. na merinskom dvoru vodila se borba između konzervativne i progresivne frakcije glede pitanja njenog nasljednika. Konzervativna frakcija preferirala je Ramboasalamu, sina kraljičine sestre. Progresivci, osobito braća predsjednik vlade Rainivoninahitrinioni i vojni zapovjednik Rainilaiarivoni, željeli su za budućeg kralja Radamu II. Uspješno su dobili ključne strateške saveznike na dvoru, te im je to omogućilo postaviti Radamu na prijestolje nakon majčine smrti. Poraženi suparnik Ramboasalama bio se dužan javno zakleti na vjernost Radami, i kasnije otići u progonstvo u zabačeno selo Ambohimirimo gdje je umro u travnju 1862. godine.

### Vladavina
Princ Rakoto uspeo se na prijestolje 16. kolovoza 1861. godine, nakon smrti svoje majke kraljice Ranavalone, kao kralj Radama II. Svečano je okrunjen iduće godine, 23. rujna 1862. Odmah po stupanju na prijestolje Radama II. je pokrenuo brzi i dramatičan proces promjena, koje su značile potpuni zaokret u odnosu na dotadašnju majčinu tradicionalističku politiku.Ponovno je otvorio zemlju strancima i zaključio ugovore o prijateljstvu i suradnji s Velikom Britanijom i Francuskom. Povelja Lambert koju je potpisao otvorila je velike poslovne mogućnosti za francuske investitore. Sloboda vjeroispovijesti koju je proglasio, i prestanak progona kršćana, vratila je brojne misionare i njihove škole na otok. Ukinuo je tradicionalni način suđenja zvan tangena, u kojem se krivnja ili nevinost optuženika utvrđivala na temelju ishoda toga kako je okrivljeni podnio otrov tangenu (oraščić). Posebno dobro u domaćoj javnosti bila je primljena njegova odluka osloboditi brojne političke zatvorenike, koje je prethodno pozatvarala njegova majka, i reparacija za oduzetu imovinu.
Reakcije na nagle i dramatične političke promjene koje je provodio liberalni kralj izazvale su veliki otpor na merinskom dvoru, i među Andrianama (aristokracija) i među Hovama (slobodni građani). Posebno ih je ljutila Povelja Lambert, koju je ishodio Joseph-François Lambert i njegova kompanija, po kojoj je on dobio ekskluzivitet nad izvođenjem javnih radova i projekata državnog značaja (sječa šuma, gradnja cesta, izgradnja kanala i sl.), nadzor nad kovanjem novca, eksploatacijom ruda i drugim unosnim poslovima. Malgašima je osobito smetala klauzula iz ugovora koja je dopuštala Lambertovoj kompaniji postati stalni vlasnik malgaškog zemljišta. Do tad se po malgaškoj tradiciji zemljište na Madagaskaru smatralo svetim tlom predaka i moglo je eventualno biti samo privremeno u posjedu stranaca (do njihove smrti), a nakon toga je ponovno postajalo imovinom kraljevstva. Prijetnja da se trajno izgubi bilo koji dio svetog narodnog tla i padne u ruke stranaca, za Malgaše je bila duboko zabrinjavajuća. Dramatičan zaokret koji je napravio Radama II. nakon smrti svoje majke narušio je mir tradicionalističkog malgaškog društva. Radamin apsolutistički način odlučivanja i vladanja u cilju ostvarivanja dramatičnih reformi i nepoštivanje savjeta njegovih ministara u konačnici mu se obilo o glavu. Svega dvije godine od stupanja na prijestolje ubijen je u državnom udaru iza kojeg je stajao predsjednik njegove vlade, Rainivoninahitrinioni. 

### Državni udar
Pitanje legalizacije dvoboja kao načina rješavanja sporova na kraju je ispalo problemom koji je doveo do kulminacije napetosti između kralja Radame II. i njegovih istomišljenika (koje su zvali menamaso-crvenoki), te njihovih protivnika koje je predvodio Radamin predsjednik vlade Rainivoninahitrinioni.Kralj je najavio da će 7. svibnja 1863. godine javno proglasiti ozakonjenje dvoboja, unatoč neodobravanju mnogih njegovih savjetnika na dvoru koji su se bojali da bi ta praksa mogla dovesti do bezvlašća. Kako bi to spriječio Rainivoninahitrinioni je organizirao državni udar. U petak poslijepodne zatražio je od svog mlađeg brata Rainilaiarivonija, vojnog zapovjednika, poslati nekoliko tisuća vojnika u grad i opkoliti palaču Rovu. Tako je nastojao spriječiti kraljevo javno obraćanje narodu. U nedjelju ujutro pučisti su zatražili predaju jedanaest političara, kraljevih savjetnika i članova kraljevske obitelji (svi pripadnici menamasa, pobornici ozakonjenja dvoboja). Radama II. je to odbio učiniti sve dok mu Rainivoninahitrinioni ne zajamči nepovrjedivost njihovih života. Nakon njegovoga usmenog jamstva oni su se predali, ali su već u ponedjeljak pobijeni.
Drama je završila u utorak ujutro, 12. svibnja 1863., kad je skupina časnika i vojnika nasilno ušla u kraljevsku rezidenciju Rovu i opkolila kralja.Njegova žena Rabodo molila ih je poštediti mu život i pokušala ih zaustaviti, ali su ju silom uklonili. Vojnici su stegli svileni šal oko njegova vrata i davili ga dok se nisu uvjerili da je mrtav, a na taj način su izbjegli prolijevanje krvi i ubili ga u skladu s merinskim običajem kako se pogubljuju kraljevi.
Nakon uklanjanja kralja dvorska aristokracija obratila se kraljevoj udovici Rabodo i dala joj do znanja kako će ona imati njihovu podršku kao nova kraljica pod uvjetom da prihvati da će se u svom mandatu pridržavati određenih pravila vladanja. Ustvari zatražili su da zabrani praksu tangene (božje sudovanje (izvođenja dokaza mučenjem)) i osigura slobodu vjeroispovijesti u monarhiji, osim u svetom mjestu Ambohimangi gdje nije trebalo biti nikakvih javnih bogomolja. 
Rabodo je pristala na njihove uvjete. Idućeg jutra ona je okupljenom narodu objavila da si je Radama II. oduzeo život, te da je diskretno pokopan u grobnicu u Ilafiju kao i to da tuguje zbog smrti svojih jedanaest sunarodnjaka u nemirima. Obećala je da će usprkos tome uspješno vladati kao njihova nova kraljica. Kako bi se osiguralo provođenje dogovorenog o podjeli vlasti između kraljice, dvorske aristokracije (Andriana) i Hova (slobodnih građana) dogovoren je i politički brak između kraljice i predsjednika vlade Rainivoninahitrinionija. Radamino ime je izbačeno iz popisa kraljeva, i zabranjeno je javno tugovati za njim.

### Glasine o njegovoj smrti
Nakon Radamine smrti proširile su se glasine da je u nesvijesti odvežen na pogreb u Ilafi, ali da se tamo osvijestio i da je živ. Mjesec dana nakon njegove smrti, po Antananarivu se počelo pričati kako kralj okuplja pristaše na zapadu zemlje za povratak na vlast. To je izazvalo političke nemire u Antananarivu.Konzervativna dvorska frakcija ipak se uplašila tih glasina, tako da je pobila šesnaest njegovih pristaša i osudila stotine drugih.
Te tvrdnje vjerojatno su širili kršćanski misionari i francuski trgovci kojima je Radamina vladavina odgovarala. Međutim, i danas ima nekih koji tvrde da je on preživio i živio do duboke starosti kao anonimni građanin na sjevernom dijelu otoka.

## Vanjske poveznice
- Precolonial Madagascar history